# Рут Медина
Рут Медина (англ. Ruth Medina, род. 25 декабря 1987, Кабимас, Сулия) — венесуэльская порноактриса, лауреатка премии AVN Awards.

## Биография
Родилась 25 декабря 1987 года в Кабимасе. В порноиндустрии дебютировала в 2011 году, в возрасте около 24 лет. Снималась для таких студий, как 21 Sextury, DDF Network, Digital Sin, Harmony Films, Pervision, Sun Island.
В 2013 году получила премию AVN Awards в номинации «лучшая групповая лесбийская сцена» за роль в Brooklyn Lee: Nymphomaniac вместе с Бруклин Ли и Самантой Бентли.
Ушла из индустрии в 2013 году, снявшись в 15 фильмах.

## Награды
| Год  | Награда    | Категория                         | Работа                     | Результат |
| ---- | ---------- | --------------------------------- | -------------------------- | --------- |
| 2013 | AVN Awards | Лучшая групповая лесбийская сцена | Brooklyn Lee: Nymphomaniac | Победа    |